# ザ・カー・イズ・オン・ファイア
ザ・カー・イズ・オン・ファイア (The Car Is on Fire) は、ポーランド出身のロックバンド。

## メンバー

### 現メンバー
- Krzysztof Halicz ドラムス、ヴォーカル
- Jakub Czubak ベース、ヴォーカル
- Jacek Szabrański ギター、ヴォーカル

### 旧メンバー
- Borys Dejnarowicz ヴォーカル、ギター
- Michał Pruszkowski ギター、ヴォーカル、トランペット

## ディスコグラフィー

### アルバム
- The Car Is on Fire （2005年5月23日）
- Lake & Flames （2006年11月17日）
- Ombarrops! （2009年5月22日)

### シングル
- "Cranks"
- "Miniskirt"
- "Can't Cook (Who Cares?)"
- "Neyorkewr"
- "Oh, Joe"